# مازن الکاسبی
مازن الکاسبی (عربی: مازن بن مسعود الكاسبي؛ زاده ۲۷ آوریل ۱۹۹۳) یک بازیکن فوتبال اهل عمان است.
وی همچنین در تیم ملی فوتبال عمان بازی کرده‌است.